# Leobates
Leobates foi rei da cidade grega de Esparta de 870 a.C. até 840 a.C. (1023 a.C. a 986 a.C., segundo Jerônimo de Estridão) ano da sua morte, pertenceu à dinastia Ágida.
Leobates foi o filho e sucessor de Equéstrato, e foi sucedido por seu filho Dorisso.
Na época de seu pai Equéstrato, os lacedemônios atacaram a Cenuria , removendo os homens de idade militar, com a alegação de que este território estava sendo usado para atacar a Argólida, e os argivos eram parentes dos espartanos. No reinado de Leobates, a ocupação da Cenuria por Argos, e as revoltas que estavam sendo causadas nos periecos, foram motivos da primeira primeira guerra entre Esparta e Argos.
Segundo Heródoto, Licurgo, irmão de Equéstrato, foi o guardião de Leobates, e durante o seu período de regência ele modificou todas as leis de Esparta, que eram as piores leis de todos os helenos, para as leis que prevaleceram a partir de então.
Plutarco registrou uma frase de Leobates: quando um homem fez um discurso muito demorado, ele reclamou, Porque uma introdução tão grande para um assunto tão pequeno? Devem ser proporcionais ao assunto as palavras que você usa.